# Недунджчеліян III
Недунджчеліян III (там. நம்பி நெடுஞ்செழியன்; 2-а пол. II ст. дон. е.) — правитель держави Пандья. Сприяв найбільшому піднесенню держави.

## Життєпис
Ймовірно син Мудукудумі Парувалудхі. З самого початку йому довелося захищати його від багатьох сусідів, які вторглися з різних боків, насамперед Чера і Чола. Зрештою ворогам було завдано поразки, а кордони Пандья розширено за рахунок південних земель Чола і східних володінь Чера.
Втім війна тривала. Вороги Пандья створили коаліцію на чолі із Чола і Чера, до якої доєдналися ще 5 інших держав (назви їх точно невідомі). Вирішальна битва відбулася біля Талайланганамі (неподалік від сучасного Тханджавура). Недунджчеліян III вийшов переможцем, внаслідок чого приєднав ще кілька нових територій до своєї держави. За цей успіх отримав прізвисько Талайланганатху Серувендра Пандьян.
Йому спадкував Нанмаран.